# Football Club Vittoria 2002-2003
Questa voce raccoglie le informazioni riguardanti il Football Club Vittoria nelle competizioni ufficiali della stagione 2002-2003

## Stagione
In questa stagione, la società mutò la propria denominazione da Associazione Sportiva Vittoria a Football Club Vittoria. Dopo aver concluso al quarto posto il girone I della Serie D, i biancorossi ottennero il ripescaggio in Serie C2 dopo la vittoria in un triangolare play-off, arrivata contro Vigor Lamezia e Siracusa grazie alla miglior differenza reti; la squadra siciliana ritornò così nel calcio professionistico a oltre vent'anni dall'ultima apparizione.

## Rosa
| N. |                   | Ruolo | Calciatore             |
| -- | ----------------- | ----- | ---------------------- |
|    | Italia (bandiera) | P     | Roberto Como           |
|    | Italia (bandiera) | P     | Giulio Zizza           |
|    | Italia (bandiera) | D     | Giuseppe Cilio         |
|    | Italia (bandiera) | D     | Egidio Ingrosso        |
|    | Italia (bandiera) | D     | Renato Mancini         |
|    | Italia (bandiera) | D     | Francesco Montalto     |
|    | Italia (bandiera) | D     | Giuseppe Quintoni      |
|    | Italia (bandiera) | D     | Marco Pisano           |
|    | Italia (bandiera) | C     | Giuseppe Dima Ruggiano |
|    | Italia (bandiera) | C     | Fabio Comandatore      |
|    | Italia (bandiera) | C     | Vincenzo Marchese      |

| N. |                      | Ruolo | Calciatore               |
| -- | -------------------- | ----- | ------------------------ |
|    | Italia (bandiera)    | C     | Domenico Marino          |
|    | Colombia (bandiera)  | C     | Jaime Leon Merito        |
|    | Italia (bandiera)    | C     | Vittorio Pinnolo         |
|    | Italia (bandiera)    | C     | Danilo Rufini            |
|    | Italia (bandiera)    | C     | Salvatore Tedesco        |
|    | Italia (bandiera)    | A     | Raimondo Acampora        |
|    | Italia (bandiera)    | A     | Maurizio Balestrieri     |
|    | Argentina (bandiera) | A     | Fernando Alberto Galetti |
|    | Italia (bandiera)    | A     | Gaetano Lo Coco          |
|    | Italia (bandiera)    | A     | Salvatore Sibilli        |